# 6-й Польовий провулок (Житомир)
6-й Польовий провулок — провулок у Корольовському районі Житомира.

## Розташування
Провулок розташований в Східному мікрорайоні, на теренах історичної місцевості Путятинка. Місцевість, де пролягає провулок також відома за неофіційною назвою Кавказ. Її також називали Горбом. У 1920 — 1950-х роках щодо даної місцевості вживалася офіційна назва — хутір Леніна. Провулок бере початок з 5-го Польового провулка та завершується глухим кутом.

## Історія
Провулок виник у першій половині ХХ століття та разом із сусідніми провулками утворював систему провулків приміського хутора (у 1920 — 1930-х роках відомого як хутір Леніна Станишівської сільської ради Іванківського району). Провулок зі своєю нинішньою конфігурацією показаний на мапі 1941 —1942 рр. 